# Jakobinci
Društvo prijatelja ustava (francuski: Société des amis de la Constitution), preimenovano u Društvo jakobinaca, prijatelja slobode i jednakosti (Société des Jacobins, amis de la liberté et de l'égalité) nakon 1792. i obično poznat kao Jakobinski klub (Club des Jacobins) ili jednostavno Jakobinci, bio je najutjecajniji politički klub tijekom Francuske revolucije 1789. Razdoblje njegovog političkog uspona uključuje vladavinu terora , tijekom kojeg je više od deset tisuća ljudi bilo suđeno i pogubljeno u Francuskoj, mnogi zbog političkih zločina.
Prvobitno osnovan 1789. od strane anti-rojalističkih zastupnika iz Bretanje, klub je prerastao u nacionalni republikanski pokret, s preko pola milijuna članova. Jakobinski klub bio je heterogen i uključivao je obje istaknute parlamentarne frakcije ranih 1790-ih, La Montagne i Žirondince. Od 1792.–1793. Žirondinci su bili istaknutiji u vođenju Francuske kada su objavili rat Austriji i Pruskoj, zbacili kralja Luja XVI. i uspostavili Francusku Prvu republiku. U svibnju 1793. čelnici La Montagne frakcije na čelu s Maximilienom Robespierreom uspjeli su izbaciti žirondinsku frakciju i kontrolirali vladu do srpnja 1794. Njihovo vrijeme u vladi bilo je izraženo u visokoj razini političkog nasilja, pa je iz tog razloga razdoblje jakobinske vlade identificira se kao Vladavina terora. U listopadu 1793. giljotiniran je 21 istaknuti Žirondin. Vlada u kojoj dominira La Montagne pogubila je 17.000 protivnika diljem zemlje, kao način da suzbije pobunu u Vendée i federalističke pobune te da spriječi ponovne pojave. U srpnju 1794. Nacionalna konvencija je gurnula upravu Robespierrea i njegovih saveznika s vlasti i dala pogubiti Robespierrea i 21 suradnika. U studenom 1794. zatvoren je jakobinski klub.

## Jakobinski teror
Jakobinski teror je ime koje se odnosi na razdoblje vlasti jakobinaca u kojem je bilo najraširenije nasilno uklanjanje političkih suparnika.  Prava eksplozija nasilja dogodila se padom monarhije u ljeto 10. kolovoza 1792. i osnivanjem pariške komune. Početak faze označila je smrtna presuda kralju u siječnju 1793.: revolucionarna skupština je s jednim jedinim glasom izglasala presudu kojom se osuđivalo kralja na smrt, te je jakobinska "većina" (s jednim jedinim članom više od parlamentarne manjine) tu presudu žurno odmah naredni dan i izvršila. Pariška komuna je Zakonodavnoj skuštini nametnula osnivanje izvanrednog suda i rujanski pokolj. Tijekom nekoliko dana pobjednici počinili pokolj u zatvorima Pariza (oko 1000 mrtvih,većinom običnih zatvorenika) 17. rujna 1793. Konvent je izglasao Zakon o sumnjivima. Počeo je niz poitičkih procesa koji su doveli do pogubljenja kraljice, Filipa od Orleansa i brojnih predstavnika umjerene struje. U posljednjoj fazi terora (lipanj i srpanj 1794.) govorilo se o velikom teroru koji je rezultirao s oko 1000 smrtnih presuda mjesečno.  Broj uhićenih od ožujka 1793. do srpnja 1794. procjenjuje se na oko pola mlijuna.  Uhićenja i osude su često bili rezultat opasnog djelovanja agitatora poput Heberta i ekstremističkih grupa (npr. Kordeljeri).
Teror je kulminirao zakonom izglasanim 10. lipnja 1794. kojim su ukinute istrage, odvjetnici i branitelji.